# 영강 (동진)
영강(寧康)은 중국 동진(東晉) 효무제(孝武帝)의 첫 번째 연호이다. 373년에서 376년 1월까지 3년 1개월 동안 사용하였다. 《위서(魏書)》에는 강녕(康寧)으로 기록되어 있다.
같은 시기에 사용된 다른 연호로는 전량(前凉)에서 사용한 승평(昇平 : 361년 ~ 376년), 전진(前秦)에서 사용한 건원(建元 : 365년 ~ 385년), 대(代)에서 사용한 건국(建國 : 338년 ~ 376년)이 있다.

## 개원
영강(寧康) 원년 1월 1일(373년 2월 9일)에 연호를 영강(寧康)으로 개원함.

## 연대대조표
| 영강                | 원년            | 2년        | 3년        | 4년        |
| 서력                | 373년           | 374년      | 375년      | 376년      |
| 육십간지 (六十干支) | 계유(癸酉)      | 갑술(甲戌) | 을해(乙亥) | 병자(丙子) |
| 전량 (前凉)         | 승평(昇平) 17년 | 18년       | 19년       | 20년       |
| 전진 (前秦)         | 건원(建元) 9년  | 10년       | 11년       | 12년       |
| 대 (代)             | 건국(建國) 36년 | 37년       | 38년       | 39년       |

## 삭일(1일)
| 영강 원년 (373년) | 1월             | 2월             | 3월             | 4월             | 5월             | 6월             | 7월             | 8월             | 9월             | 10월            | 11월            | 12월            |                 |
| ----------------- | --------------- | --------------- | --------------- | --------------- | --------------- | --------------- | --------------- | --------------- | --------------- | --------------- | --------------- | --------------- | --------------- |
| 삭일(음력)        | 기축일 (己丑日) | 무오일 (戊午日) | 무자일 (戊子日) | 정사일 (丁巳日) | 정해일 (丁亥日) | 정사일 (丁巳日) | 병술일 (丙戌日) | 병진일 (丙辰日) | 을유일 (乙酉日) | 을묘일 (乙卯日) | 갑신일 (甲申日) | 갑인일 (甲寅日) |                 |
| 율리우스력        | 373년 2월 9일   | 3월 10일        | 4월 9일         | 5월 8일         | 6월 7일         | 7월 7일         | 8월 5일         | 9월 4일         | 10월 3일        | 11월 2일        | 12월 1일        | 12월 31일       |                 |
| 영강 2년 (374년)  | 1월             | 2월             | 3월             | 4월             | 5월             | 6월             | 7월             | 윤7월           | 8월             | 9월             | 10월            | 11월            | 12월            |
| 삭일(음력)        | 계미일 (癸未日) | 계축일 (癸丑日) | 임오일 (壬午日) | 임자일 (壬子日) | 신사일 (辛巳日) | 신해일 (辛亥日) | 경진일 (庚辰日) | 경술일 (庚戌日) | 기묘일 (己卯日) | 기유일 (己酉日) | 기묘일 (己卯日) | 무신일 (戊申日) | 무인일 (戊寅日) |
| 율리우스력        | 374년 1월 29일  | 2월 28일        | 3월 29일        | 4월 28일        | 5월 27일        | 6월 26일        | 7월 25일        | 8월 24일        | 9월 22일        | 10월 22일       | 11월 21일       | 12월 20일       | 375년 1월 19일  |
| 영강 3년 (375년)  | 1월             | 2월             | 3월             | 4월             | 5월             | 6월             | 7월             | 8월             | 9월             | 10월            | 11월            | 12월            |                 |
| 삭일(음력)        | 정미일 (丁未日) | 정축일 (丁丑日) | 병오일 (丙午日) | 병자일 (丙子日) | 을사일 (乙巳日) | 을해일 (乙亥日) | 갑진일 (甲辰日) | 갑술일 (甲戌日) | 계묘일 (癸卯日) | 계유일 (癸酉日) | 임인일 (壬寅日) | 임신일 (壬申日) |                 |
| 율리우스력        | 375년 2월 17일  | 3월 19일        | 4월 17일        | 5월 17일        | 6월 15일        | 7월 15일        | 8월 13일        | 9월 12일        | 10월 11일       | 11월 10일       | 12월 9일        | 376년 1월 8일   |                 |
| 영강 4년 (376년)  | 1월             | 2월             | 3월             | 4월             | 5월             | 6월             | 7월             | 8월             | 9월             | 10월            | 11월            | 12월            |                 |
| 삭일(음력)        | 임인일 (壬寅日) | 신미일 (辛未日) | 신축일 (辛丑日) | 경오일 (庚午日) | 경자일 (庚子日) | 기사일 (己巳日) | 기해일 (己亥日) | 무진일 (戊辰日) | 무술일 (戊戌日) | 정묘일 (丁卯日) | 정유일 (丁酉日) | 병인일 (丙寅日) |                 |
| 율리우스력        | 376년 2월 7일   | 3월 7일         | 4월 6일         | 5월 5일         | 6월 4일         | 7월 3일         | 8월 2일         | 8월 31일        | 9월 30일        | 10월 29일       | 11월 28일       | 12월 27일       |                 |

## 같이 보기
- 중국의 연호